# Claude Heim
Pour les articles homonymes, voir Heim.
Claude Heim, né le 29 septembre 1912 à Nancy et mort le 28 mai 2002 à La Baule-Escoublac, est un athlète français.

## Biographie
Claude Heim est champion de France du saut en longueur en 1930. 
Il participe au concours de saut en longueur des Jeux olympiques d'été de 1936 à Berlin.